# 폭소 기마 특공대
폭소 기마 특공대(Dudley Do-Right)는 미국에서 제작된 휴 윌슨 감독의 1999년 영화이다. 브렌든 프레이저 등이 주연으로 출연하였고 존 데이비스 등이 제작에 참여하였다.

## 출연

### 주연
- 브렌든 프레이저
- 알프리드 몰리나
- 사라 제시카 파커

### 조연
- 로버트 프로스키
- 잭 켈러
- 돈 예소
- 브랜트 본 호프만
- 제드 리스
- 에릭 아이들
- 알렉스 로코
- 루이 무스틸로
- C. 언스트 하스

## 제작진
- 공동제작: 메리 케인
- 미술: 밥 지엠비키
- 의상: 리사 젠슨
- 배역: 데니즈 채미언